# الکساندر هلیوس
الکساندر هلیوس (به یونانی: Αλέξανδρος Ήλιος؛ ۲۵ دسامبر ۴۰ پیش از میلاد – احتمالاً مابین سال‌های ۲۹ تا ۲۵ پیش از میلاد) از شاهزادگان دودمان بطالسه و بزرگ‌ترین پسر ملکه کلئوپاترای هفتم و مارک آنتونی بود. خواهر دوقلوی او کلئوپاترا سلن دوم نام داشت. او میراثی یونانی و رومی را به ارث می‌برد. کلئوپاترا به افتخار میراث مقدونی‌اش و به یاد پدربزرگ مادری‌اش، او را الکساندر نام نهاد. قسمت دوم نام او، هلیوس، در یونانی باستان معنای «خورشید» می‌دهد و این در نقطهٔ مقابل قسمت دوم نام خواهر دوقلویش، سلن، قرار دارد که معنای «ماه» را می‌دهد.